# Pétervásárai kistérség
A Pétervásárai kistérség egy kistérség volt Heves megyében, központja Pétervására volt. 2013. január 1.-től az újjáalakult Pétervásárai járás lépett a helyébe.

## Települései
| Bodony      | Bükkszék      | Bükkszenterzsébet | Erdőkövesd | Fedémes       |
| Istenmezeje | Ivád          | Kisfüzes          | Mátraballa | Mátraderecske |
| Parád       | Parádsasvár   | Pétervására       | Recsk      | Sirok         |
| Szajla      | Szentdomonkos | Tarnalelesz       | Terpes     | Váraszó       |

## Fekvése
Heves megye északnyugati részén helyezkedett el, a 23-as főút és a 24-es főút mentén.

## Nevezetességei

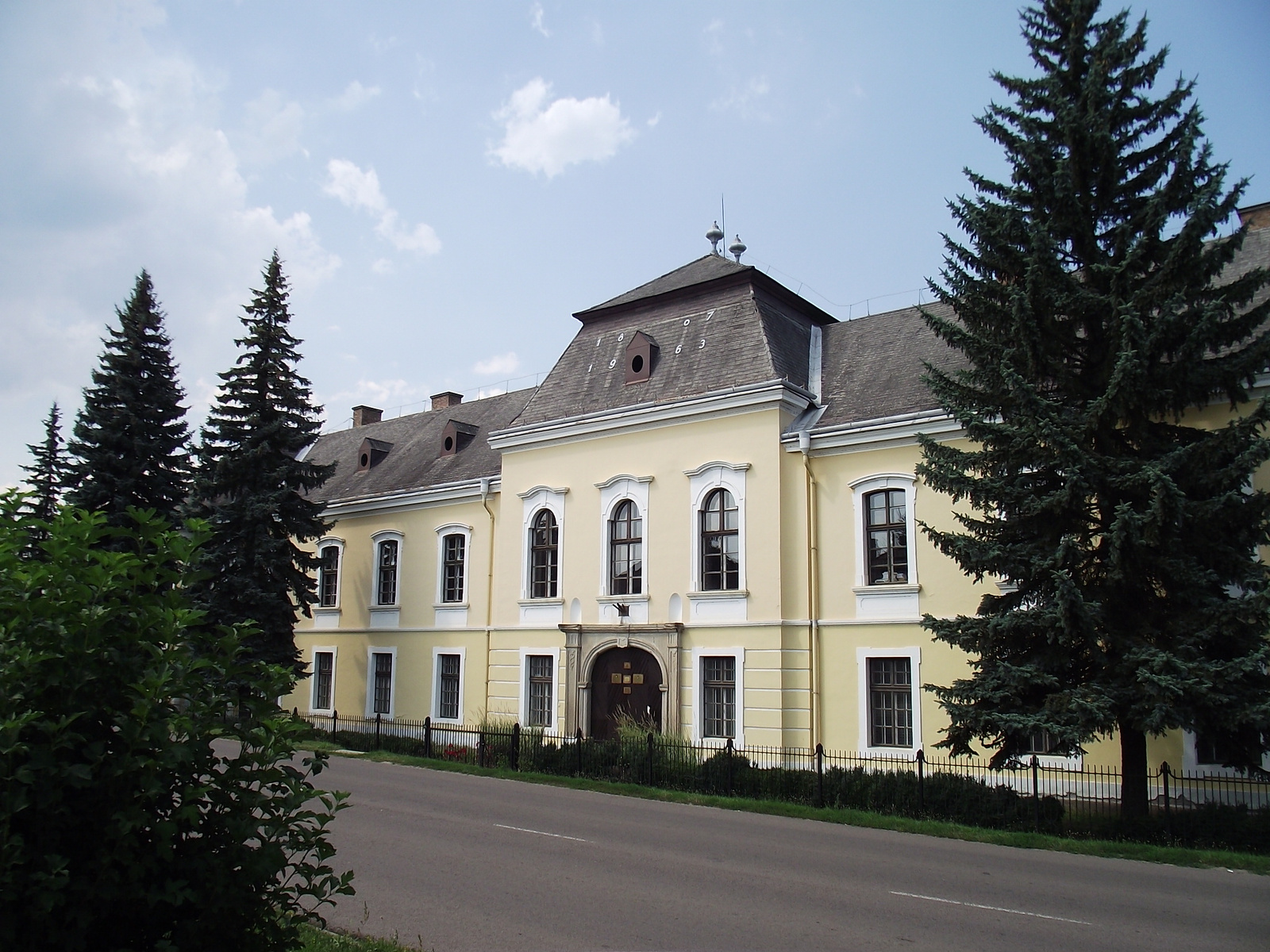
Keglevich-kastély, Pétervására

- Bodony, Szent Mihály tiszteletére felszentelt 15. századi római katolikus templom
- Bükkszéki Gyógyfürdő és Salvus víz
- Bükkszenterzsébet, Árpád-házi Szent Erzsébet tiszteletére épült késő barokk stílusú római katolikus templom
- Erdőkövesd, torony nélküli barokk stílusú római katolikus templom, Szent István király tiszteletére
- Istenmezeje, Noé szőlője elnevezésű glaukonitos eredetű kopár homokkő, természetvédelmi terület
- Ivády kastély, 1999-től magánkézben levő műemlék
- Mátraballa, középkori eredetű, 1770-es években barokk stílusban átépített műemlék templom
- Kanázsvár romjai, Mátraderecske mellett
- Mátraderecskei Széndioxid Gyógygázfürdő, mofetta
- Parádfürdő: Erzsébet királyné Parkhotel, Parádfürdői Gyógyfürdő és Kórház, Cifra istálló (a Közlekedési Múzeum Kocsimúzeuma)
- Parádsasvár, Kastélyhotel (Károlyi-kastély)
- Parádsasváron álló ősjuhar (Acer acuminatilobum), a világon egyedül a Mátrában megtalálható, nem szaporítható, juharfaj.
- Pétervására, kétszintes barokk stílusú Keglevich-kastély
- Recsk, a volt kényszermunkatábor helyén álló Nemzeti Emlékpark
- Siroki vár
- Szajla, Attila-domb: a helyi legenda szerint a domb alatt van eltemetve Attila, hun király
- Szentdomonkos, 1734-ben épült műemlék római katolikus templom, Szent Domonkos tiszteletére felszentelve
- Tarnavidéki Tájvédelmi Körzet
- Váraszó, Árpád-kori templom román stílusú falrészletekkel, gótikus stílusú freskómaradványokkal és különálló fa haranglábbal